# Larkhall
Larkhall ist eine schottische Stadt in der Council Area South Lanarkshire, 30 Kilometer südöstlich Glasgow auf dem rechten Hochufer des River Clyde gelegen, mit 14.951 Einwohnern.
Die westschottische Industriestadt hat einen Großteil ihrer traditionellen Erwerbszweige – Bergbau, Eisenverarbeitung, Webereien, Textil – verloren und weist eine relativ hohe Arbeitslosigkeit auf. Zukunftsaussichten bieten außer der Nähe zu Glasgow gute Verkehrsverbindungen nach Hamilton, Motherwell, Wishaw, Lanark, Stonehouse oder Strathaven.
Bekannte Söhne der Stadt sind der Snooker-Weltmeister des Jahres 2006 Graeme Dott und Hugh Grant, der CEO des Agrarriesen Monsanto.